# Société indienne de droit international
La Société indienne de droit international (anglais : Indian Society of International Law, ISIL) est une institution pour l’éducation, la recherche et la promotion des lois internationales. Elle est située en face de la Cour suprême de l'Inde. 
L'ISIL a été fondé en 1959 grâce au effort de V.K. Krishna Menon et inauguré par le premier ministre de l'Inde Jawaharlal Nehru.
Ram Prakash Anand en fut le président de 1997 à 2011.